# Püstrich von Sondershausen

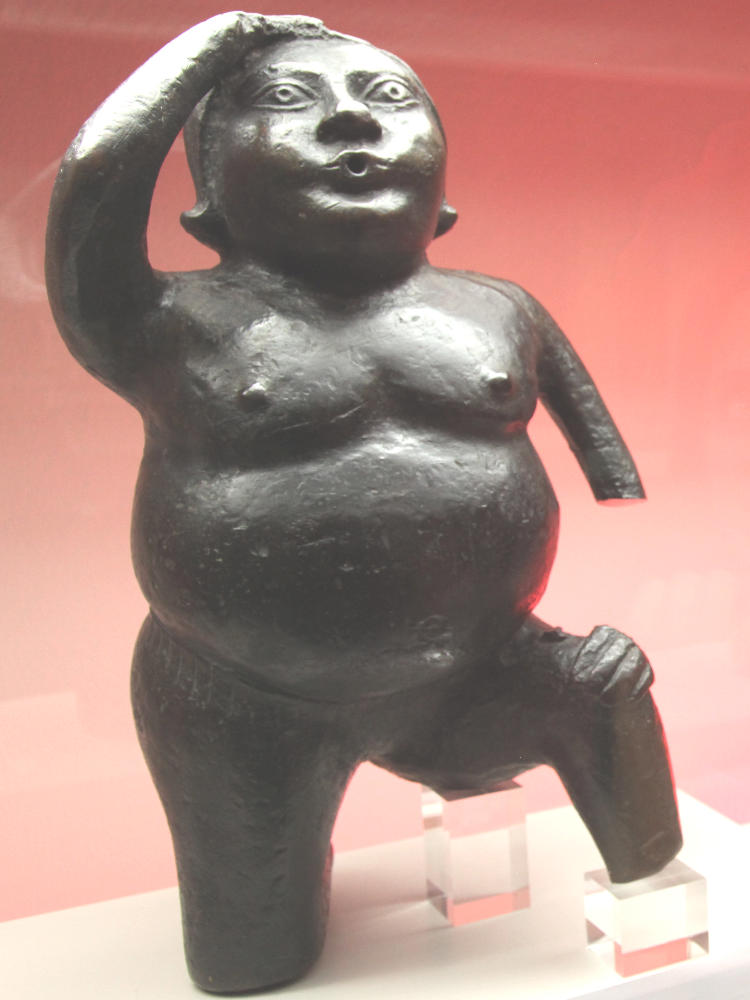
Der Sondershäuser Püstrich

Bei dem Püstrich von Sondershausen (auch Püsterich) handelt es sich um eine aus Bronze gegossene Figur in menschlicher Gestalt aus der Gruppe der Püsteriche, der sich seit mehr als 400 Jahren in der Stadt Sondershausen in Thüringen befindet und dessen Nachbildungen unter anderem in Halle (Saale) zu finden sind.
Ursprung, Entstehungszeit und einstige Bedeutung des Püstrichs sind nicht bekannt, weswegen er seit Jahrhunderten Gegenstand zahlreicher Untersuchungen und Spekulationen ist. Bereits in früherer Zeit lockte der Püstrich viele Neugierige nach Sondershausen, darunter hochrangige Persönlichkeiten. Heute noch gilt er als Wahrzeichen der Stadt.

## Beschreibung

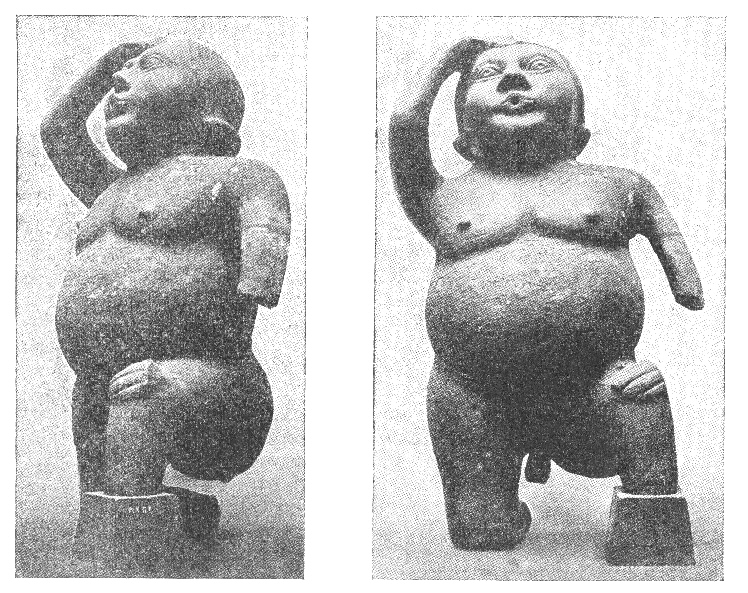
Der Püstrich, Abbildung aus den 1930er Jahren

Oberflächlich betrachtet ist die Figur primitiv gearbeitet, was viele Historiker vermuten ließ, dass der Püstrich nicht aus neuerer Zeit stamme, sondern einen vorchristlichen Ursprung habe.
Die Figur ist aus Bronze, die laut dem Chemiker Martin Heinrich Klaproth (1743–1817) aus 916 Teilen Kupfer, 75 Teilen Zinn und 9 Teilen Blei besteht. Sie ist 57 cm groß, wiegt etwa 35 kg, ist innen hohl, sodass sie beinah 8 Liter fasst, und besitzt je eine Öffnung am Scheitel und am Mund.
Der Püstrich hat die Gestalt eines knienden Jünglings mit pausbäckigem Gesicht, platter Nase und dicken Lippen. Die mittellangen Haare sind glatt heruntergekämmt und locken sich im Nacken. Der Bauch ist voll, die Arme und Beine im Verhältnis zum Rumpf schmal gestaltet. Der Rumpf der Figur ist vollständig nackt, nur in der Lendengegend finden sich schemenhafte Andeutungen von Bekleidung.
Das Fehlen des linken Unterarmes geht auf die zerstörungswütige Neugier des Landgrafen Moritz von Hessen-Kassel (1572–1632) zurück, der den Püstrich nach Kassel holte und seine Metallart untersuchen ließ.

## Entdeckung und Besitzer

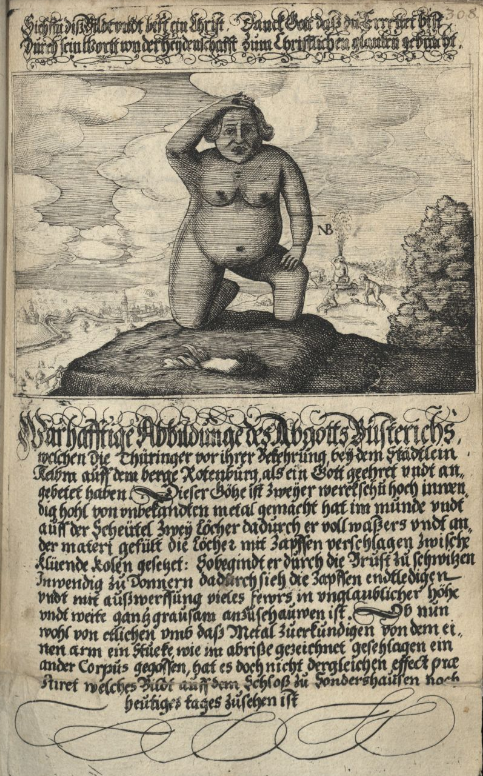
Der Püstrich, Abbildung und Beschreibung aus dem 17. Jahrhundert

Die Figur wurde in den 1540er Jahren in den Ruinen der Rothenburg auf dem Kyffhäuser zwischen Schutt und Steinen in der einstigen Kapelle gefunden. Zu jener Zeit war sie noch im Besitz der Burgherren, den Herren von Tütcherode. Dieser hatte die Figur an einen von Reifenstein gegeben, welcher die Figur an seinen letztendlichen Besitzer verkaufte. Günther XL. erwarb die Figur und stellte diese in seinem Kunst- und Naturalienkabinett zu Sondershausen aus.
Die erste Erwähnung des Püstrichs erfolgte zwischen 1561 und 1565 durch Georg Fabricius, der ihn als „Pustericius“ und „Götzenbildnis“ bezeichnete. Ein Einblattdruck mit einer wirklichkeitsgetreuen Darstellung der Figur und dem Titel „Warhaftige Abbildung des Götzen Büsterich, welchen die Thüringer vor ihrer Bekehrung bei dem Städtlein Kelbra auf dem Berge Rotenburg als ein Gott geehret und angebetet haben“ erschien im 17. Jahrhundert.

## Name
Im Laufe der Jahrhunderte wurde der Püstrich recht verschieden genannt. Es fanden sich die Bezeichnungen Beister, Büster, Piester, Püster, Puster, Bansterich, Bustrich, Pisterich, Beustard und schließlich Püstrich.
Die Namen leiten sich wahrscheinlich vom niederdeutschen Wort „pusten“ ab, was so viel wie „blasen“ bedeutet, da der dargestellte Knabe die Backen aufgebläht und den Mund zum Pusten gespitzt hat.

## Deutungsversuche

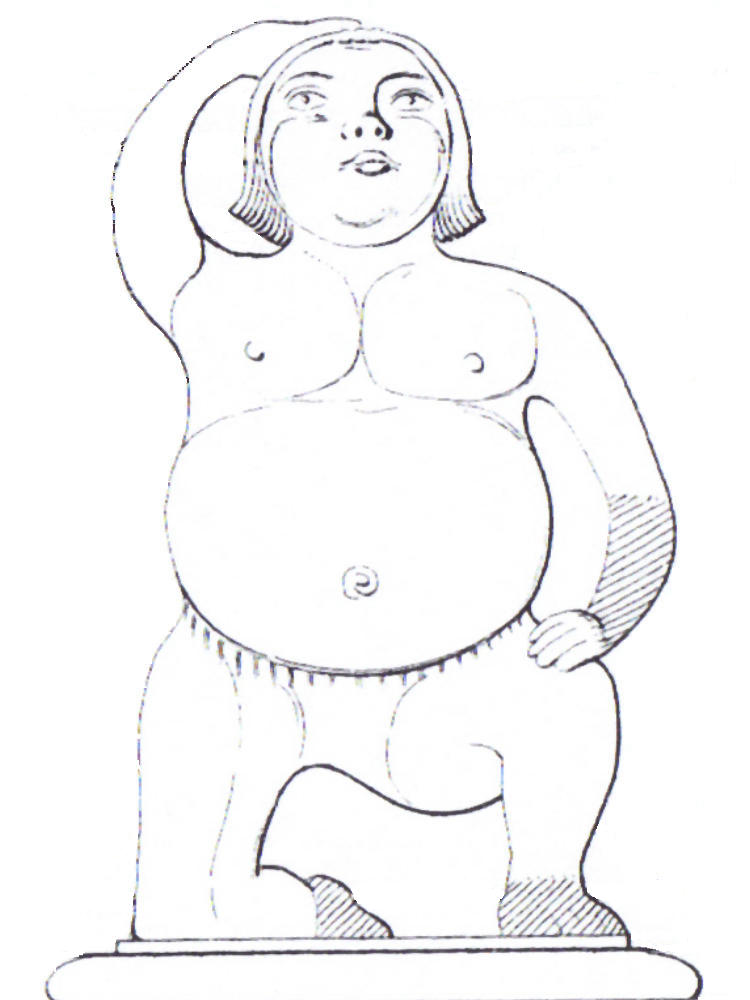
Skizze des Püstrichs, um 1850

Bis ins 18. Jahrhundert stellten bereits 50 Autoren Überlegungen zur Deutung des Püstrichs an. Die wichtigsten und bekanntesten sind:

### Der Püstrich als Götze
Bereits kurz nach dem Fund im 16. Jahrhundert glaubte man, dass es sich bei dem Püstrich um ein Götzenbild handele, das man mit Wasser gefüllt ans Feuer setzte, damit der Inhalt über die Umstehenden mit Getöse hinweg blase und sie einschüchtere. Dabei soll die Fundstelle auf dem Kyffhäuser als unterirdisches Heiligtum der alten Germanen gedient haben. Um ihren Gott milde zu stimmen, habe man ihm reichlich geopfert.
1830 schrieb man über den Püstrich, er sei einer der merkwürdigsten Götzen der alten Thüringer, und 1842 wurde berichtet, er sei ein thüringischer Abgott gewesen, der auch von den Sachsen, Sorben, Slaven und Wenden verehrt worden sei.

### Der Püstrich als historischer Dampfapparat
Bereits im 16. Jahrhundert erkannte man die Figur als Dampfapparat. Siegfried Friedrich Saccus (1527–1596), Domprediger zu Magdeburg, schrieb, dass man das Erzbild mit Wasser gefüllt und die Öffnungen verkorkt habe. Dann habe man die Plastik über Feuer gesetzt, um das Wasser zum Sieden zu bringen. Durch den wachsenden Druck seien schließlich die Korken herausgeschossen und große Dampfwolken hätten sich aus der Öffnung gedrängt.
Danach handelt es sich wohl um einen der ältesten erhaltenen Dampfapparate der Welt. Seit Mitte des 3. Jahrhunderts verwendete man die Dampfkraft kleiner Apparate in primitiver Form, um Räucherbecken anzufachen oder kleine Pfeifen zum Tönen zu bringen. Im 13. Jahrhundert beschrieb das deutsche Universalgenie Albertus Magnus ein Gefäß aus Erz, das er „Sufflator“ nennt: „Man pflegt es nach der Gestalt eines blasenden Mannes zu formen“. Um so ein blasendes Männchen könnte es sich auch bei dem Sondershäuser Püstrich handeln.

### Der Püstrich als Dampfgeschütz des Kaisers Barbarossa
Im 17. Jahrhundert schrieb Moncaeius (eigentlich: Praetorius) über den „Puester, idolum und deastrum“, dass er von den Mönchen im Papsttum gebraucht worden sei, und macht aus ihm ein Werkzeug zum Schutz Kaiser Friedrichs I. Dieser hatte auf der Burg Kyffhausen (der Rothenburg) sein Hoflager und der Püstrich soll sein Schutzmann gewesen sein. Er habe auf dem Berg gestanden und Feuer um sich gespien und mit seinem glühenden Regen und Auswürfen die Feinde Barbarossas abgehalten, sich diesem zu nähern.

### Der Püstrich als Schreckbild christlicher Missionare
Anfänglich glaubte man auch, er sei früheres Werkzeug schändlichen Betrugs katholischer Geistlicher gewesen. Grund für diese Annahme war die zu Zeiten der Entdeckung aufstrebende Lehre Martin Luthers. Deren Anhänger bemühten sich sehr, den Dienern der alten Christenlehre alles nur möglich Schlechte und diverse Missstände anzuhängen.
Saccus machte den Püstrich zum Gegenstand einer Predigt:

„Es ist aber der Peustrich ein Brustbilde gewesen, […] am Harz […] in einer Kirche gestanden, zu deme Jehrlich eine grosse Walfart gewesen. […] Ein Münch hat geprediget […], das Gott der Herr sehr erzürnet sey, und damit sie solches augenscheinlich sehen möchten, würde der Peustreich donnern unnd Hellisch Fewer außspein. […] Der Münch vermanet, dz der Peustrich nicht anders könnte versünet werden, als wann man ihm mildiglich opfferte [und die Menschen] von ihrer Sünden loß würden.“

### Der Püstrich als Branntweinbrenner
Nach der Meinung des Schreibers Rosenthal soll die Figur eine Branntweinblase gewesen sein. Er glaubte, dass die Stummelbeine und eine Öse am Hinterteil, ein vermeintlicher Überrest eines Stellfußes, zusammen einen Dreifuß bildeten. Man fand jedoch später heraus, dass die Öse vermutlich aus neuerer Zeit stammt.

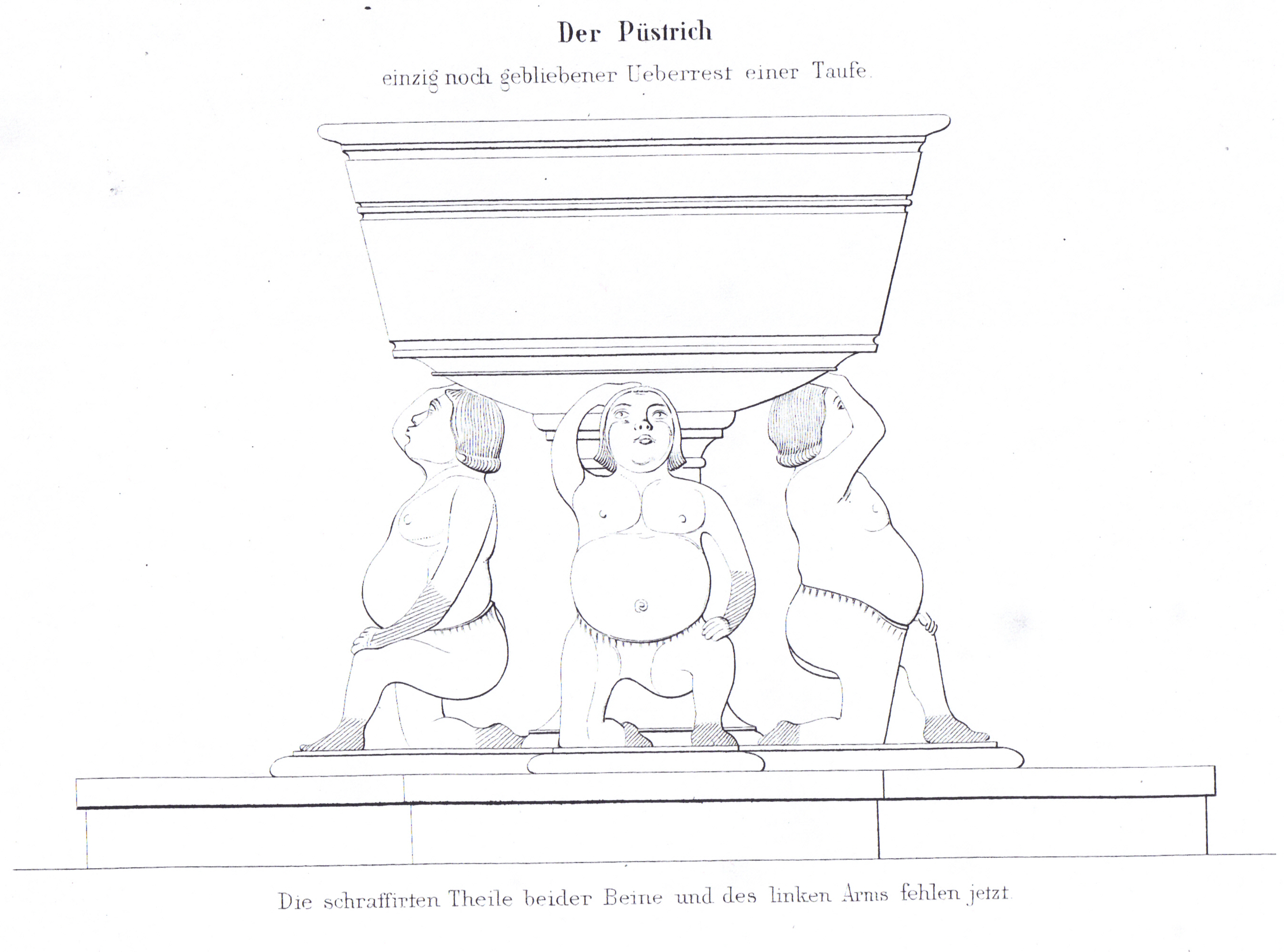
Püstrich als Taufbeckenträger (künstlerische Darstellung)

### Der Püstrich als Taufbeckenträger
Eine weitere zum Zweck des Püstrichs ist, dass er einst einer der Träger eines mittelalterlichen Taufbeckens war, das im 10. oder 11. Jahrhundert entstanden sein könnte. Dann wäre seine Haltung nur Ausdruck körperlicher Anstrengung, die mit dem Tragen des Taufbeckens in Verbindung steht. Es soll Anzeichen geben, dass die Öffnung des Mundes erst später gebohrt sein könnte, um eine Erklärung und einen Beweis zum Dampfausstoß zu finden.
Aber auch an dieser Deutung gibt es Zweifel, beispielsweise weil von den anderen Trägern keine Spur vorhanden und die Rückseite der Figur genauso gut ausgearbeitet ist wie die Vorderseite. Das wäre eher nicht der Fall, wenn der Betrachter sowieso nur die Front gesehen hätte.

## Der Püsterich als Objekt der Begierde
Neben der technischen und kulturgeschichtlichen Deutung des Püstrichs ist auch deren gesellschaftliche Resonanz zu beachten: Der Püstrich erschien zu einem Zeitpunkt, als die deutschen und europäischen Herrschaftshäuser durch die in großer Zahl, meist aus der Neuen Welt eingeführten Kuriositäten zu einer Sammelleidenschaft verleitet wurden, die derartige Objekte zu enormen Wert verhalfen. Um den Erwerb des Püstrich bemühten sich in der Zeit von 1590 bis 1592 neben den Landgrafen Wilhelm IV. und Moritz von Hessen auch Herzog Wilhelm V. von Bayern.
Bei einem Besuch in Sondershausen begutachtete Johann Wolfgang von Goethe den Püstrich. Er widmete dem Kunstwerk die folgenden Zeilen:

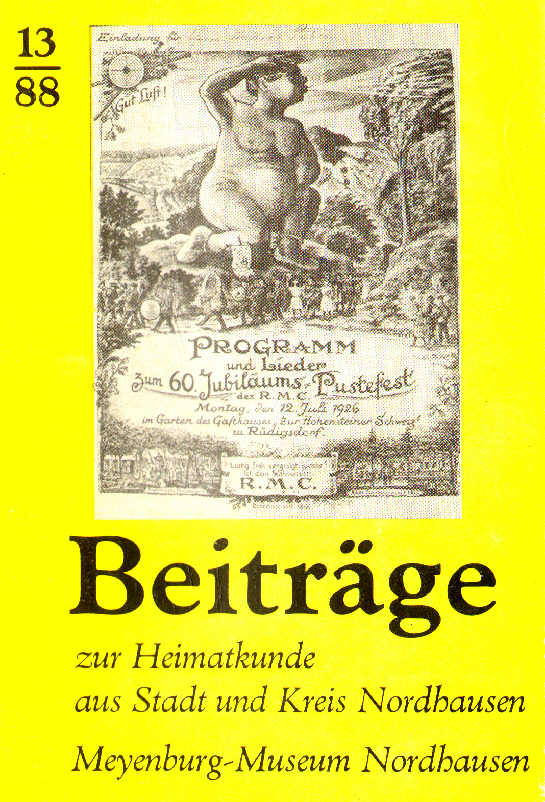
Werbung für das Rüdigsdorfer Pustefest (1926)

Püsterich ein Götzenbild

gräßlich anzuschauen!

Pustet über klar Gefild

Wust, Gestank und Grauen.

## Pustefest
In Rüdigsdorf, jetzt ein Stadtteil von Nordhausen, wird seit 1866 das Pustefest begangen und damit der Püstrich verehrt.
Die außergewöhnliche Figur ist Teil des noch heute im Schloss Sondershausen befindlichen Naturalien- und Kuriositätenkabinetts und kann im Schlossmuseum besichtigt werden. Der Püstrich auch heute noch in der Fachwelt recht bekannt und wird zeitweilig deutschlandweit zu Sonderausstellungen gezeigt.

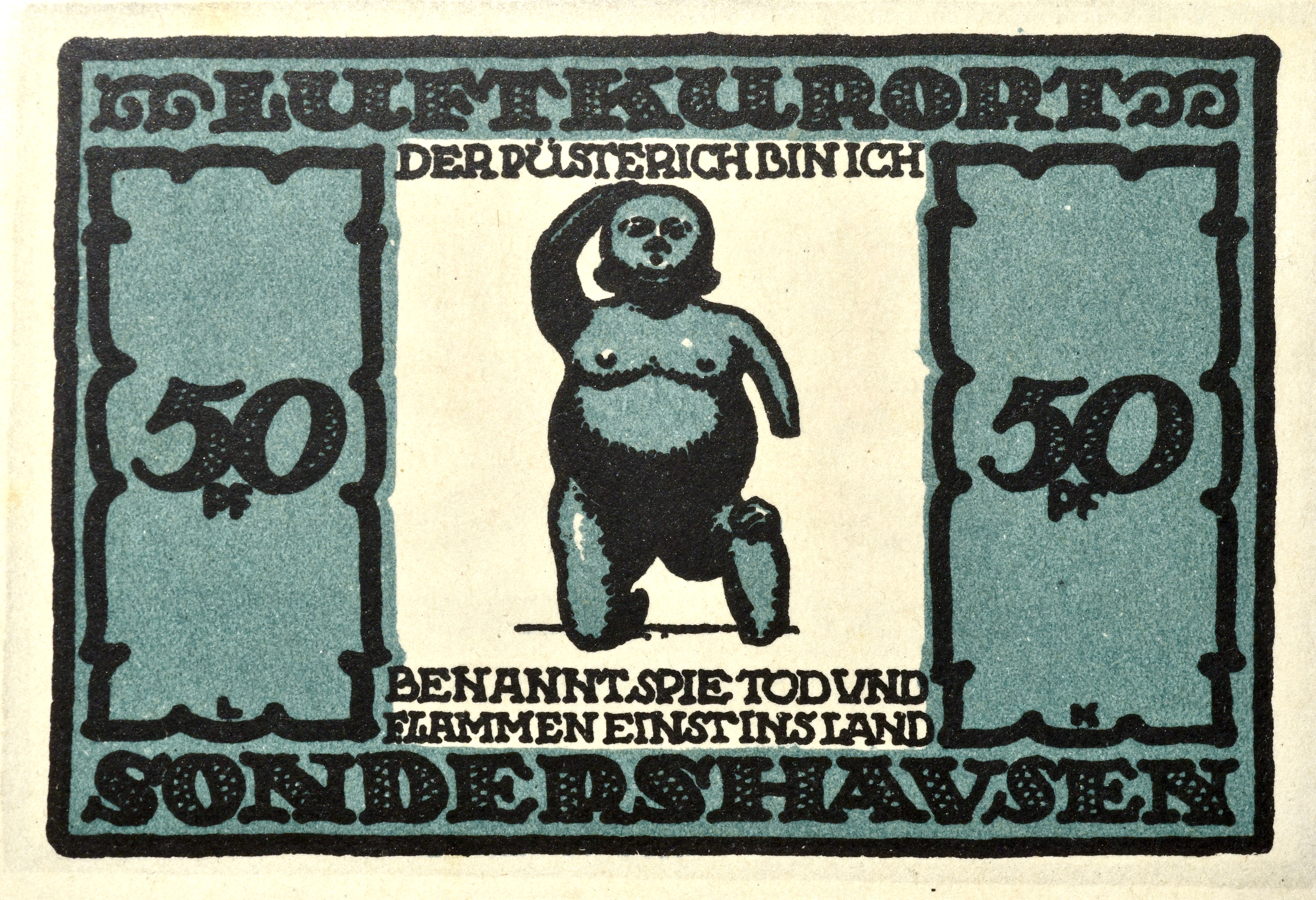
Notgeld (Sondershausen, 1922)